# 1952年上海
|        | 上海历史 |
| 世紀： | 19世紀上海 \| 20世紀上海 \| 21世紀上海                                                                                     |
| 年代： | 1920年代上海 \| 1930年代上海 \| 1940年代上海 \| 1950年代上海 \| 1960年代上海 \| 1970年代上海 \| 1980年代上海               |
| 年份： | 1948年上海 \| 1949年上海 \| 1950年上海 \| 1951年上海 \| 1952年上海 \| 1953年上海 \| 1954年上海 \| 1955年上海 \| 1956年上海 |
| 紀年： | 壬辰年（龙年）、上海开埠109周年、上海设市25周年                                                                            |

## 主要官员

### 党委
- 市委第一书记：陈毅

### 各界人民代表会议与协商委员会[註 1]
- （协商委员会）主席：陈毅

### 政府
- 市长：陈毅

### 法院
- 院长：韩述之→汤镛

### （党）纪委
- 书记：王尧山、王一平、郑平[註 2]

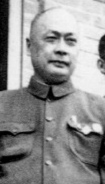
第一书记、市长、协商委员会主席陈毅

## 大事记

### 1月
- 1月1日
  - 上海市开展“三反”运动（反对贪污、反对浪费、反对官僚主义）。到3月基本结束。全市42万人参加，共揭露贪污分子7019人。
  - 长江航务局上海分局成立。次年4月3日改长江航运管理局上海分局。
  - 铁路上海站纳入中国与苏联、朝鲜、蒙古、东欧各国铁路联运。
- 1月12日，全市72家棉纺织厂推广郝建秀工作法。
- 1月16日，全市分批进行知识分子思想改造运动。年底基本结束。高校教职员工、学生，中学学校教职员工，文艺界、科技界、新闻出版界共35942人参加。
- 1月20日，上海市科学技术普及协会成立。上海联合电影厂成立。

### 2月
- 2月4日，大康西药房经理王康年因行贿和盗骗国家大批资财及志愿军购药巨款，被逮捕。1953年2月28日被判处死刑。
- 2月11日，中共上海市委成立市“三反”“打虎”（贪污1000元以上为“老虎”，贪污10000元以上为“大老虎”）队，全市开展“打虎”斗争。
- 2～4月，毛泽东就上海的“三反”“五反”策略、部署和经验作18次批示。

### 3月
- 3月21日，中共上海市委派遣74个“五反”工作检查队分赴全市36个行业74家私营工商企业，发动工人参加五反运动。3月25日市长陈毅在市增产节约会议上，作动员报告，宣布上海市“五反”运动开始。经过定案处理的153030户，其中守法户占39.01%、基本守法户45.57%、半守法半违法户11.98%、严重违法户2.95%、完全违法户0.47%；资本家违法所得7.49亿元，行贿1140万元；盗窃国家经济情报1169件，应退补金额3.4亿元。4月4日毛泽东向全国批转上海市五反运动第一期的10条经验。

### 4月
- 4月1日，英资颐中烟草公司与上海烟草公司达成契约，实行对价转让。在外部封锁禁运、经营困难的情况下，自此许多外资企业都陆续与中方企业达成协议，实行对价转让。
- 4月30日，回民马永祥等设立清真天山食品厂。
- 是月 上海市人民评弹团首创中篇评弹表演样式，表演中篇评弹《一定要把淮河治好》。

### 5月
- 5月23日,华东及上海文艺整风学习运动开始。
- 5月25日～6月13日，华东城乡物资交流大会在上海市举行。
- 5月28日，上海市爱国卫生委员会成立，在全市开展爱国卫生运动。1953年改市爱国卫生运动委员会。
- 5月31日
  - 上海人民抗美援朝捐款计人民币8491万余元，可购战斗机566架。
  - 中共“一大”会址修复竣工。10月，经中共上海市委宣传部批准，暂作有限制的内部开放。

### 6月
- 6月20日，破获英国远东情报部派遣特务李岫间谍案。
- 7月1日，宋庆龄创办国际和平妇幼保健院。
- 7月19～21日 市政府和市协商委员会召开联席会议，宣布“三反”“五反”运动结束。
- 7月22日，上海图书馆建立，藏书65万册。
- 7月23日，全市机关事业单位人员实施公费医疗制度。
- 是月，中国民航上海航空站成立。

### 8月
- 8月15日
  - 上海开始实施“二万户”工房建造工程。至1953年9月竣工，建成凤城、鞍山、日晖、玉田、志丹等9个工人新村，10万户职工家庭迁入新居。
  - 在英国枢密院日前宣布将中国中央航空公司所属飞机和资产“判给”美国民用航空运输公司的情况下，上海市军管会下令征用英商英联船厂和马勒机器造船厂有限公司的全部财产。11月20日征用英商上海电车、自来水、煤气股份有限公司。
- 8月21日，中国民用航空公司开辟上海-汉口-重庆航线。

### 9月
- 9月20日，入侵的1架美军B-29型飞机被解放军驻沪空军某部飞机击落于东海佘山岛附近海面。
- 是月 上海国营纺织企业开始实行8小时工作制。次年12月公私合营和私营纺织企业分4批进行工时改革，从10小时两班制改8小时三班制。到1954年底完成改革。其他工业行业企业也相继实行8小时工作制。

### 10月
- 10月1日，16家私营广播电台公私合营，成立上海联合广播电台。
- 10月2日，人民公园开放。
- 10月8日，蒙古人民革命党总书记、总理泽登巴尔访问上海。
- 10月23日，上海各界共2万余人于文化广场举行庆祝在京召开的亚洲及太平洋区域和平会议胜利成功的大会。亚洲、中东、拉丁美洲21国的和平代表出席大会。电台进行实况直播。
- 10月24日，上海第二医学院开办。
- 是月 江湾区和新市区合并为江湾区。洋泾区分为东昌区和洋泾区。
- 是月 全市高等院校进行院系调整。保留复旦大学、交通大学、同济大学、第一医学院、华东师范大学、华东纺织工学院、财经学院、外语专科学校、水产学院、中央音乐学院华东分院、中央戏剧学院华东分院，新建华东化工学院、华东体育学院、第二医学院、华东政法学院，外迁上海航务学院，并停办一批学校，调整一批学科、专业。

### 11月
- 11月1日，麦根路站改称上海东站。
- 是月 市内全面开放传呼及代办长途电话业务。
- 是月 苏联文化、艺术、电影代表团和红军歌舞团300人到上海参加中苏友好月交流活动，为上海战役后首次中外大型友好文化交流活动。

### 12月
- 12月1日，上海60家银行、钱庄、信托公司合并成为统一的公私合营银行。
- 12月21日，上海博物馆在南京西路325号开馆。
- 是月 上海市血吸虫病领导小组成立。

### 全年合计
- 上海工业总产值恢复到历史最高水平。
- 全市国营、公私合营企业职工进行工资改革。至1953年有23万名职工工资调整。1956年扩大到500多个行业、4万多家企业、60万名职工，年均工资提高14.5%，为70.01元，比全国水平高37.3%。
- 逸园跑狗场旧址改建成文化广场。
- 上海开始向苏联和东欧国家派遣留学生和进修生。50年代累计派出近千人。
- 全市开始开展扫除文盲运动。大量举办识字夜校、识字班、识字组，教干部、青壮年工人和农民识字。
- 上海电影制片厂拍摄军事题材影片《南征北战》。
- 上海出版各类图书2810种，印行18311万册（张）。